# One (jeu vidéo, 1997)
Pour les articles homonymes, voir One.
One est un jeu vidéo de tir à la troisième personne développé par Visual Concepts et édité par ASC Games, sorti en 1997 sur PlayStation.

## Accueil
- IGN : 5/10[1]

## Postérité
En 2018, la rédaction du site Den of Geek mentionne le jeu en 50e position d'un top 60 des jeux PlayStation sous-estimés : « One est un des premiers exemples de titres en 2,5D. Il a reçu de bonnes notes à sa sortie en 1997, et est encore tenu en haute estime par les fans. »